# ورینت
ورینت (انگلیسی: Verint Systems) شرکت فناوری اطلاعات آمریکایی است، که در سال ۲۰۰۲ تأسیس شد.